# Maria Reiter (Musikerin)
Maria Reiter (* 1968 in Bad Tölz) ist eine deutsche Akkordeonistin.

## Leben
Maria Reiter begann mit vier Jahren Akkordeon zu spielen. Zu ihren Lehrern zählte der baskische Akkordeonist, Komponist und Dirigent Enrique Ugarte.
Nach ersten Engagements als Bühnenmusikerin, u. a. am Hessischen Staatstheater Wiesbaden, widmete sich Maria Reiter freien Projekten und CD-Produktionen im Bereich Lesung, Hörspiel, Kabarett, Chanson und neue Kammermusik. Regelmäßige Zusammenarbeit verbindet sie mit den Schauspielern Krista Posch, Petra Lamy, Salome Kammer, Michael Heltau und Wolf Euba sowie mit dem Komponisten und Pianisten Rudi Spring, mit dem sie u. a. 1994 das Ensemble Così fan Tango (Akkordeon, Hackbrett und Klavier) gründete. Seit 1997 ist sie Akkordeonistin in der Band von Konstantin Wecker, mit dem sie unter anderem bei der 14. Ausgabe der Songs an einem Sommerabend 2000 auftrat. Seit 2002 ist sie Mitglied des Ensembles Non Sordino (Akkordeon, Violine, Violoncello und Kontrabass).

## Ehrungen
- 1995 2. Preis beim internationalen Kammermusikwettbewerb Düsseldorf (mit Così fan Tango)

## Aufnahmen
- Così fan Tango (1996; mit Marianne Kirch und Rudi Spring)
- Erogene Zone (1999; mit Krista Posch u. a.)
- Musikalische Landschaften (2001; Werke von Rudi Spring, mit Christa Mayer [Mezzosopran] u. a.)
- Non Sordino 1 (2004; Werke von Darius Milhaud, Astor Piazzolla u. a.)
- Salomix-max (2008; mit Salome Kammer, Rudi Spring u. a.)
- Non Sordino 2 (2008)
- Statt zu spielen (2008); Michael Heltau und die Wiener Theatermusiker
- I brauch kan Pflanz (2011); Michael Heltau und die Wiener Theatermusiker
- Es ist immer jetzt (2012); Michael Heltau und die Wiener Theatermusiker
- Einen blauen Ballon möcht‘ ich haben! (2018);Michael Heltau und die Wiener Theatermusiker